# 응오쓰엉응업
응오쓰엉응업(베트남어: Ngô Xương Ngập / 吳昌岌 오창급, ? ~ 959년)은 응오조의 제3대 왕(재위: 951년 ~ 954년)이다. 응오꾸옌의 장남이다.

## 생애
944년에 응오꾸옌이 죽자 왕위가 응오쓰엉응업에게 돌아가야 했지만 외숙인 즈엉땀카가 응오쓰엉응업이 어리다는 이유로 왕위를 찬탈하였다. 축출된 응오쓰엉응업은 도망하여 피신 생활을 하였다.
950년에 동생인 응오쓰엉반이 양삼가를 몰아내고 오창급을 불러 티엔삭브엉으로 옹립하였다. 응오쓰엉반은 남떤브엉을 칭하며 오조를 공동으로 통치하였다.
954년에 응오쓰엉응업이 사망하였다.